# 华夏文摘
《华夏文摘》（簡稱CND），是一个位于美国的中文媒体。

## 簡史
《华夏文摘》是网上最早的独立海外华人中文媒体之一，由海外中国大陆留学生梁路平、朱若鹏、熊波、邹孜野等人创办于1989年3月6日，当时叫做《新闻文摘》（News Digest）电脑网络，以listserv的形式向留学生發送。
1989年8月，《新闻文摘》和《中国学生电讯》（Electronic Newsletter for Chinese Student）及《中国新闻组》（China News Group）合并，更名为《华夏文摘》（China News Digest），申明“旨在为海外中国学生学者和华人社区义务提供免费的新闻和信息服务。”
《华夏文摘》有很长一段时间和全美中国学生学者自治联合会关系密切。

## 現況
《华夏文摘》目前由在美国马里兰州注册的非營利組織华夏文摘国际有限公司（China News Digest International, Inc.）管理，靠志愿者、捐款和广告赞助运转。

## 內容
- 中国和世界新闻
- 每日一期的《华夏快递》，来自读者投稿。
- 每周一期的《华夏文摘》，来自读者投稿。创刊于1991年。
- 每周一期的《华夏文摘增刊》，又称《文革博物馆通讯》，讨论文化大革命的有关历史。
- 多个网上论坛。